# Campionati liechtensteinesi di ciclismo su strada
I Campionati liechtensteinesi di ciclismo su strada sono la manifestazione ciclistica annuale che assegna il titolo di Campione del Liechtenstein. I vincitori hanno il diritto di indossare per un anno la maglia di campione del Liechtenstein, come accade per il campione mondiale.

## Campioni in carica
| Uomini Elite | Uomini Elite   | Uomini Elite |
| ------------ | -------------- | ------------ |
| In linea     | Gordian Banzer |              |
| Cronometro   | Ewald Wolf     |              |
| Donne Elite  |                |              |
| In linea     |                |              |
| Cronometro   |                |              |

## Albo d'oro

### Titoli maschili
| Anno      | Vincitore        | Secondo         | Terzo            |
| --------- | ---------------- | --------------- | ---------------- |
| 1958      | Alois Lampert    | -               | -                |
| 1959–2005 | Non organizzata  | Non organizzata | Non organizzata  |
| 2006      | Dimitri Jiriakov | -               | -                |
| 2007      | Dimitri Jiriakov | Daniel Rinner   | Ewald Wolf       |
| 2008      | Dimitri Jiriakov | Karlheinz Risch | Philipp Quaderer |
| 2009      | Hans Burkard     | Karlheinz Risch | Ewald Wolf       |
| 2010      | Daniel Rinner    | Hans Burkard    | Karlheinz Risch  |
| 2011      | Hans Burkard     | Karlheinz Risch | -                |
| 2012      | Daniel Rinner    | -               | -                |
| 2013      | Gordian Banzer   | -               | -                |

| Anno | Vincitore        | Secondo            | Terzo           |
| ---- | ---------------- | ------------------ | --------------- |
| 2007 | Marco Lippuner   | Dominique Stark    | Boris Ludwig    |
| 2008 | Dimitri Jiriakov | Daniel Rinner      | Roman Stricker  |
| 2009 | Hans Burkard     | Christian Frommelt | Jon Holmes      |
| 2010 | Daniel Rinner    | Hans Burkard       | Karlheinz Risch |
| 2011 | Hans Burkard     | Karlheinz Risch    | Daniel Rinner   |
| 2012 | Karlheinz Risch  | Daniel Rinner      | Ewald Wolf      |
| 2013 | Karlheinz Risch  | Marco Sprenger     | -               |
| 2014 | Ewald Wolf       | Benjamin Wohlwend  | Carmelo Vaccaro |